# Роббинс, Ред
Остин «Ред» Роббинс (англ. Austin "Red" Robbins; 30 сентября 1944, Лисберг, Флорида — 18 ноября 2009, Метэйри, Луизиана) — американский профессиональный баскетболист, выступал в Американской баскетбольной ассоциации, отыграв восемь из девяти сезонов её существования, плюс два сезона в чемпионате Италии. Чемпион АБА в сезоне 1970/1971 годов в составе команды «Юта Старз».

## Ранние годы
Ред Роббинс родился 30 сентября 1944 года в городе Лисберг (штат Флорида), а вырос немного южнее, в небольшом городе Гровленд (штат Флорида), где учился в одноимённой средней школе, там он играл за местную баскетбольную команду.

## Студенческая карьера
После окончания школы два года учился в младшем колледже Чипола, а затем посещал Университет Теннесси, где в течение двух лет защищал цвета баскетбольной команды «Теннесси Волонтирс», в ней он провёл успешную карьеру под руководством известного наставника Рэя Мирса, набрав в итоге в 51 игре 874 очка (17,1 в среднем за игру) и 645 подборов (12,6). При Реде «Волонтирс» ни разу не выигрывали ни регулярный чемпионат, ни турнир Юго-Восточной конференции, а также ни разу не выходили в плей-офф студенческого чемпионата США. Помимо того по итогам сезона 1965/1966 годов Роббинс был включён во 2-ю сборную всех звёзд конференции SEC.

## Профессиональная карьера
Несмотря на то, что Остин был одним из лучших игроков конференции SEC, которая была поставщиком достаточного числа баскетбольных талантов того времени, он был обделён большим вниманием со стороны клубов Национальной баскетбольной ассоциации и на драфте НБА 1966 года Роббинс был выбран только в шестом раунде под общим 59-м номером командой «Филадельфия-76», поэтому Ред уехал в Европу, где заключил соглашение с итальянским клубом «Олимпия Милан», выступавшим в Серии А, в котором провёл один сезон, а затем с командой соперничающей с НБА Американской баскетбольной ассоциации «Нью-Орлеанс Баканирс». А своё прозвище «Ред» получил из-за рыжего цвета своих волос, кроме того он обладал очень вспыльчивым характером, а также считался одним из самых жёстких игроков АБА, совершив за карьеру 6155 подборов, заняв в итоге четвёртое место в лиге.
В своём дебютном сезоне Роббинс набирал в среднем за игру по 15,7 очка, 12,2 подбора и 1,0 передачи, кроме этого играл в финальной серии турнира. «Нью-Орлеанс Баканирс» в первом раунде переиграли клуб «Денвер Рокетс» со счётом 3-2, а затем в полуфинале со счётом 4-1 — клуб «Даллас Чеперрелс», но в финале в решающем матче серии до четырёх побед проиграли команде «Питтсбург Пайперс» со счётом 3-4, а сам Остин по его итогам стал вторым по результативности игроком своей команды, набрав в семи играх 151 очко (по 21,6 в среднем за игру). А после того как в 1970 году «Нью-Орлеанс» были расформированы, Роббинс перебрался в команду «Юта Старз», и уже в первом сезоне в её составе стал чемпионом АБА. «Звёзды» на первом этапе без проблем обыграли клуб «Техас Чеперрелс» со счётом 4-0, а затем в полуфинале со счётом 4-3 — команду «Индиана Пэйсерс», а в финале в решающей встрече серии до четырёх побед обыграли клуб «Кентукки Колонелс» со счётом 4-3, а сам Ред по его итогам стал всего лишь шестым по результативности игроком своей команды, набрав в семи матчах 80 очков (по 11,4 в среднем за игру).
Помимо этого Роббинс первые четыре года в истории лиги по итогам голосования выбирался на матч всех звёзд АБА, впрочем в 1970 году не смог принять в нём участие по причине небольшого повреждения, полученного за три дня до его начала, 21 января, в проигранной игре против команды «Лос-Анджелес Старз» (96-100), а также два раза включался во вторую сборную всех звёзд АБА. Покинув состав «Юты» Остин выступал за «Сан-Диего Конкистадорс», «Кентукки Колонелс» и «Вирджиния Сквайрз», но уже без особого успеха. В 1975 году Роббинс вернулся в «Олимпию», в составе которой в сезоне 1975/1976 годов стал победителем Кубка обладателей кубков, переиграв в финальной встрече в упорной борьбе, со счётом 88-83, команду «АСПО Тур», после чего решил завершить свою профессиональную карьеру.
Остин Роббинс умер в своём доме рано утром в среду, 18 ноября 2009 года, после продолжительной борьбы с раком в городе Метэйри (штат Луизиана) в возрасте 65 лет.